# Bisdom Limeira
Het bisdom Limeira (Latijn: Dioecesis Limeirensis) is een rooms-katholiek bisdom met als zetel Limeira, in Brazilië. Het bisdom is suffragaan aan het aartsbisdom Campinas. De kathedraal is de Nossa Senhora das Dores in Limeira.

## Geschiedenis
Het bisdom werd opgericht op 29 april 1976, uit delen van het aartsbisdom Campinas en het bisdom Piracicaba.

## Parochies
Het bisdom had in 2021 een oppervlakte van 4.915 km2 en telde 1.255.752 inwoners waarvan 57,0% rooms-katholiek was.

## Bisschoppen
- Aloísio Ariovaldo Amaral (29 april 1976 - 14 april 1984)
- Fernando Legal (25 april 1985 - 15 maart 1989)
- Ercílio Turco (18 november 1989 - 24 april 2002)
- Augusto José Zini Filho (22 januari 2003 - 16 november 2006)
- Vilson Dias de Oliveira (13 juni 2007 - 17 mei 2019)
  - Orlando Brandes (apostolisch administrator: 17 mei 2019 - 18 januari 2020)
- José Roberto Fortes Palau (20 november 2019 - heden)

Campinas (aartsbisdom) · Amparo · Bragança Paulista · Limeira · Piracicaba · São Carlos